# Niger-hágó
A Niger-hágó vagy Niger-nyereg, németül: Nigerpass vagy Nigersattel, olaszul: Passo Nigra; egy 1690 m magas alpesi hágó a Dolomitok keleti részén, Dél-Tirolban, Trentino-Alto Adige régióban, a Rosengarten-hegycsoport nyugati oldalán, az 1974-ben alapított Schlerni Nemzeti Park déli határánál.

## Fekvése
A Niger-hágó Összeköttetést képez a Tiersi-völgy (Tierser Tal / Valle di Tires) és a Karer-hágó között. A Niger-hágó választja el a Rosengarten-hegycsoport nyugati oldalát attól a nyugat felé hosszan elnyúló dombos gerinctől, amely a Tiersi-völgy Welschnofen és az Eggen-völgy (Eggental / Val d’Ega) között fekszik. A hágót keletről a 2981 m magas Rosengarten-csúcs  (Cima Catinaccio) uralja, amelyre a Santner-hágón keresztül lehet felkapaszkodni. A Niger-hágóról (a Karer-hágón keresztül) dél felé tekintve a Latemar hegycsoport északi frontja zárja a láthatárt.

## Közlekedése
Az Eisack (Isarco) völgyében, kb. 325 m tszf. magasságban fekvő Blumau (Prato all’Isarco) községben, Bozentől 25 km-re északkeletre két párhuzamos út ágazik ki az A23-as Brenner-autópályával párhuzamosan haladó 12-es számú Eisack-völgyi főútból. Mindkettő kelet felé, Tiers (olaszul Tires) községbe vezet, a Tiers-völgyön át. Az 1957-ben épült régi, keskeny út a völgy aljában fut, csak Tiers előtt kapaszkodik fel a völgy északi lejtőjére. A Tiers-völgy új közútja, melyet az 1980-as években építettek ki, végig a völgy északi lejtőjén halad felfelé, átlépi a Völser Aicha patakot, és röviddel Tiers előtt, 1028 m magasságban egyesül a régi úttal.
Tiers (Tires) községet elhagyva az út sűrű erdős vidéken vezet tovább, a Tiers-hez tartozó Sankt Zyprian (San Cipriano) frakción át, a Schlern (Sciliar) Nemzeti Park déli határát követve keletnek, majd a Rosengarten-hegycsoport előtt délnek fordul, és meredek szerpentinen kapaszkodik fel a Niger-hágótető alá.
A hágó mellett elhaladva az út délkeleti irányban tovább emelkedik, széles hegyháton vezet a Frommeralm fennsíkra (1743 m). Ide érkezik az Eggen-völgyből, Welschnofenből a nagy kapacitású „Laurin II” sífelvonó. Innen indulnak a síliftek a Rosengarten-csoport oldalában, 2339 méter magasan fekvő Kölni-menedékházhoz (Kölner Hütte / Rosengartenhütte / Rifugio Fronza alle Coronelle). A Frommeralmtól az út délnek, az alig magasabban fekvő Karer-hágóra  (1745 m) vezet.
A Niger-hágó útja a Karer-hágónál becsatlakozik 244-es számú nyugat-keleti főútba, amely Bozentől délre ágazik ki a 12-es főútból, és az Eggen-völgyben halad Welschnofenen át a Fassa-völgybe, Vigo di Fassa községbe.
Közlekedési szempontból a Niger-hágó (Tiers-völgyi) útja háttérbe szorul az ugyanoda vezető Karer-hágó (Eggen-völgyi) útjához képest. Az Eggen-völgyi út rövidebb, nagyobb forgalmat bonyolít, a Niger-hágó útja sokkal hosszabb, igen meredek szakaszokkal, maximális emelkedése eléri a 24%-ot. Az út jól kiépített és biztonságos, meredeksége ellenére egész éven át nyitva tartják. Bozen (Bolzano) és a Fassa-völgy közötti utazásra elsősorban a Karer-hágó útja ajánlható, a Niger-hágó útvonala inkább alternatíva, turisztikai céllal.

## Turizmus
Az 1668 m magasan épült Niger-menedékház (Nigerhütte) népszerű turistacél kerékpárosoknak és gyalogos turistáknak egyaránt. Egész évben nyitva tart. A Frommeralmtól (a Frommerhütte és Paolinahütte turistaházaktól) látványos túrautak és mászóutak vezetnek a Rosengarten-hegység belsejébe, a Rosengarten-csúcsra és a Vajolet-tornyokhoz. A Rosengarten hegycsoport neve a mondabeli Laurinnak, a hegyek királyának csodálatos „rózsakertjére” utal, amely ellenséget hozott rá és a vesztét okozta. A király kővé változtatta rózsakertjét, hogy többé senki se láthassa azt se éjjel, se nappal. Csak a felkelő és a lenyugvó nap vöröslő sugarai teszik rövid időre láthatóvá. (A látványos jelenség népszerű neve Alpenglühen („alpesi izzás”).